# Родимая
Родимая — упразднённая деревня в Пичаевском районе Тамбовской области России. На момент упразднения входила в состав Вяжлинского сельсовета.

## География
Урочище находится в северо-восточной части Тамбовской области, в лесостепной зоне, вблизи истока реки Вязки, на расстоянии примерно 15 километров (по прямой) к северу от села Пичаева, административного центра района.

### Климат
Климат умеренно континентальный, относительно сухой, с холодной продолжительной зимой и тёплым летом. Средняя температура воздуха самого холодного месяца (января) — −11,3 °C (абсолютный минимум — −43 °C); самого тёплого месяца (июля) — 19,7 °C (абсолютный максимум — 39 °С). Период с положительной температурой выше 10 °C длится 145 дней. Среднегодовое количество атмосферных осадков составляет около 550 мм. Продолжительность залегания снежного покрова составляет в среднем 138 дней.

### Часовой пояс
Деревня Родимая, как и вся Тамбовская область, находится в часовой зоне МСК (московское время). Смещение применяемого времени относительно UTC составляет +3:00.

## История
Исключена из учётных данных в декабре 2018 года, как фактически прекратившая своё существование.